# 伊勢興房
伊勢 興房（いせ の おきふさ、生没年不詳）は、平安時代前期の官人。姓は朝臣。官位は従七位上（または従八位上）・筑後少目。

## 経歴
貞観14年（872年）および元慶7年（883年）の2回にわたって渤海客使の通事を務める。いずれの際も筑後少目の官職にあった一方で、前者における位階は従七位上、後者では従八位上となっているが、記録の誤りか何らかの処罰を受けて降階されたか明らかでない。

## 官歴
『日本三代実録』による。
- 貞観14年（872年） 5月22日：見筑後少目従七位上
- 元慶7年（883年） 正月1日：見筑後少目従八位上